# 塔拉西夫卡 (大皮薩里夫卡區)
50°28′37″N 35°17′17″E / 50.47694°N 35.28806°E
塔拉西夫卡（烏克蘭語：Тарасівка）是位於烏克蘭東北部的村莊，由蘇梅州奥赫蒂尔卡区的大皮薩里夫卡市鎮負責管轄。該村處於沃爾斯克拉河畔，距離大皮薩里夫卡20公里，海拔高度119米，2001年人口909。